# Dario Beltrão
Dario Beltrão (Santiago, 8 de novembro de 1916 — 20 de junho de 1998) foi um político brasileiro.
Foi eleito, em 3 de outubro de 1963, deputado estadual, pelo Partido Liberal, para a 41ª Legislatura da Assembleia Legislativa do Rio Grande do Sul, de 1963 a 1967.
Foi fundador, professor e diretor, em várias oportunidades, da Faculdade de Direito de Santo Ângelo, e da Faculdade de Direito de Cruz Alta.